# Товариство обробки інформації Японії
Товариство обробки інформації Японії (яп. 情報処理学会) (англ. Information Processing Society of Japan (IPSJ)) — японське наукове товариство з обчислювальної техніки. Засноване 1960 року, штаб-квартира розташована в Токіо (Японія). Видає часопис і кілька професійних журналів переважно японською мовою, та спонсорує конференції й семінари, які також проводяться переважно японською мовою. Налічує близько 20 тисяч членів. Дійсний член Міжнародної федерації з обробки інформації.

## Публікації
Публікує один часопис, кілька професійних журналів і низку рецензованих збірок праць. Більшість із цих видань переважно публікують статті та рецензовані матеріали японською мовою, але приймають деякі статті англійською мовою, особливо для спеціальних випусків праць.
- Журнал Joho Shori
- Journal of Information Processing
- Journal of Digital Practice
- Праці з:[4]
  - програмування (Programming; PRO)
  - баз даних (Database; TOD)
  - споживчих пристроїв і систем (Consumer Device & System; CDS)
  - біоінформатики (Bioinformatics; TBIO) (лише англійською мовою)
  - комп'ютерного зору та його застосування (Computer Vision and Applications; CVA) (лише англійською мовою)
  - математичного моделювання та його застосування (Mathematical Modeling and its Applications; TOM)
  - передових обчислювальних систем (Advanced Computing Systems; ACS)
  - цифрового вмісту (Digital Contents; DCON)
  - методології системного проєктування LSI (System Design LSI Methodology; T-SDLM) (лише англійською мовою)
- IPSJ Online Transactions (перевидання у відкритому доступі англомовних документів, раніше опублікованих у переважно японських збірках праць)

## Членство
Починаючи від 1999 року, в товариство щороку приймають нову групу членів. Воно не має іноземних чи міжнародних членів, і більшість, якщо не всі, члени є японцями.

## Інтернет-музей комп'ютерів
Товариство підтримує онлайн-музей комп'ютерів, розроблених у Японії, де англійською та японською мовами представлено обладнання, починаючи від старих механічних калькуляторів і закінчуючи сучасними суперкомп'ютерами.